# Res in commercio
Res in commercio – w prawie rzymskim są to rzeczy przeznaczone do obrotu prawnego. Aby zawrzeć umowę kupna-sprzedaży towarem mogła być res in commercio, jak i również rzecz mająca powstać w przyszłości. 